# Farkas Balázs (festő)
Farkas Balázs (Kaposvár, 1980. október 24.–) festőművész.

## Élete
Édesanyja Schmidt Márta Anna általános iskolai tanár, Édesapja Farkas Péter keramikus, előbb fazekas a kaposvári Fazekas Házipari Szövetkezetben, majd a szövetkezet vezetője. Testvére Farkas Péter a SOTE orvostanhallgatója. Tanulmányait a Csokonai Vitéz Mihály Tanítóképző Főiskola általános iskolájában kezdte, korán érdeklődött a rajzolás és festészet iránt. Általános iskolai rajztanára biztatta a rajzolásra. A 8. évfolyam végén, a Főiskola aulájában kiállítást rendezett tusrajzokból, amiken erdőrészleteket, tájképeket jelenített meg. Úgy döntött, hogy a festőművész hivatást választja és jelentkezett a kaposvári Zichy Mihály Iparművészeti és Képzőművészeti Szakközépiskolába. A sikeres felvételi érdekében beiratkozott a Tanítóképző Főiskola által indított rajzszakkörre. Itt Takács Zoltán és Leitner Sándor festőművészek segítették a képzőművészet terén. 1995-ben felvételt nyert a Szakközépiskolába. Alkalmazott grafika szakra és alkalmazott keramikusnak jelentkezett, az utóbbira vették fel, 1999-ben érettségizett kerámiából és szobrászatból. Ezután még két évig ottmaradt az iskolában, ahol elvégezte a Szabados Árpád festőművész által vezetett alkalmazott festőszakot és szakvizsgát tett. Az első év végén felvételizett a pécsi Janus Pannonius Egyetem művészeti karának festőművész szakára, azonban felvételi pontszámát más pontszámával cserélték el és nem vették föl, ezután úgy döntött hogy Pécsen többet nem próbálkozik. Szabados Árpád felkészítette a Magyar Képzőművészeti Egyetem felvételi vizsgájára, 2001-ben felvették, bekerült Tölg-Molnár Zoltán csoportjába festőművész szakra. Farkas Balázs a klasszikus festészet irányvonalait követve próbált előretörni Tölg-Molnár osztályában, ahol inkább a modern irányzatok a jellemzőek. Elhatározta, hogy mestere modern irányvonala ellenére nem megy a többiek feje után, és meg akar tanulni festeni és rajzolni, teljesen meg akarja ismerni az emberi test anatómiáját, hogy minél élethűbben ábrázolhassa azt. Ennek eredményeképp áthallgatott a Semmelweis Orvostudományi Egyetem 1. számú Patológia és Kísérleti Rákkutató Intézetébe, dr. Tulassay Tivadar rektor és dr. Kopper László adjunktus vezetésével, valamint a Fejlődéstani és Anatómiai Intézetbe is, ami dr. Réthelyi Miklós, dr. Csillag András intézményigazgatók és dr. Altdorfer Károly egyetemi adjunktus, tanulmányi felelős engedélyével és oktatásával jött létre. 2001-2007 között boncolásokon vett részt, teljesen megismerte az emberi testet és a boncolásokon rengeteg rajzot készített. 2003-ban kiállítást rendezett az Intézetben a boncolásokon készült rajzokból. Ezután még abban az évben részt vett a SOTE által szervezett kiállításon Siófokon, a 63. Patológus Kongresszuson, ahol a rajzait ismét bemutatta. 2004-ben munkáját beadta a Magyar Képzőművészeti Egyetem által meghirdetett Barcsay Jenő Anatómiai rajzpályázatra és megnyerte azt, Barcsay-díjas festő lett. A Magyar Képzőművészeti Egyetem Anatómia rajz tanszékén Kiss Tibor és Kőnig Frigyes festőművészek mellett tanársegédként dolgozott 2002-2006 között. 2006-ban átjelentkezett Nagy Gábor festőművész osztályába. 2006 májusában diplomázott és államvizsgázott festészetből, művészettörténetből. Diplomamunkája az Angyali üdvözlet volt. Jelenleg Magyarországon él.

## Iskolák
- Csokonai Vitéz Mihály Tanítóképző Általános Iskola, Kaposvár, 1986-1994
- Zichy Mihály Iparművészeti és Képzőművészeti Szakközépiskola - Kaposvár 1995-1999 /érettségi/ - alkalmazott keramikus, szobrász
- Zichy Mihály Iparművészeti és Képzőművészeti Szakközép Iskola - Kaposvár 1999-2000 /érettségi utáni szakképzés, szakvizsga/ - alkalmazott festő, díszítőfestő
- Magyar Képzőművészeti Egyetem, Budapest 2001-2006, festő-művész szak (festő mesterei: Tölg-Molnár Zoltán, Nagy Gábor)
- Magyar Képzőművészeti Egyetem, Budapest 2003-2006, tanársegéd az Anatómiai Rajz Tanszéken /Kiss Tibor és Kőnig Frigyes mellett/
- Semmelweis Orvostudományi Egyetem, Budapest 2001-2006 – áthallgatás, boncolásokon való részvétel 1. számú Patológia és Kísérleti Rákkutató Intézet, 1. számú Anatómiai Intézet
- Magyar Képzőművészeti Egyetem, Budapest 2006, diploma

## Kiállítások
- Csokonai Vitéz Mihály Tanítóképző Főiskola - Kaposvár 1994 - tájképek, grafikák, tusrajzok kiállítása
- Zichy Mihály Iparművészeti és Képzőművészeti Szakközépiskola - Kaposvár

1999, kerámia érettségi kiállítás METESZ Székház – kínai teáskészlet
- Zichy Mihály Iparművészeti és Képzőművészeti Szakközépiskola - Kaposvár 2000

ravennai mozaikból készült gipszbe ágyazott mozaikkép
- Zichy Mihály Iparművészeti és Képzőművészeti Szakközépiskola - Kaposvár

festő szakvizsga, kiállítás
- Magyar Képzőművészeti Egyetem, Budapest, Epreskert 2002, kiállítás, festmények
- Magyar Képzőművészeti Egyetem, Budapest, Epreskert 2001-2006, év végi kiállítások
- Semmelweis Orvostudományi Egyetem, Budapest, 2003. 1. számú Patológia és Kísérleti Rákkutató Intézet: boncolásokon készült anatómiai rajzok kiállítása
- SOTE által szervezett kiállítás Siófokon, 2003, 63. Patológus Kongresszus, boncolásokon készült anatómiai rajzok kiállítása
- Budapest, Király utca: Fabrik Art Café, 2004 – festmények kiállítása
- Szlovákia 2004, festménykiállítása
- Magyar Képzőművészeti Egyetem, Budapest, Barcsay Terem, Anatómiai kiállítás 2004, Barcsay Jenő Anatómiai Díj
- Magyar Képzőművészeti Egyetem, Budapest, Barcsay Terem- Diploma kiállítás 2006
- Kaposvár, Hősök temploma 2007, Árpád-házi Szent Erzsébet festmény kiállítása

## Munkahelyek
- Figura Díszletgyár (Budapest) - díszítőfestő, díszítőszobrász: Katona József Színház, Vígszínház, Operettszínház, Nemzeti Színház, Madách Színház, Radnóti Miklós Színház, Bárka Színház, MTV, RTL Klub
- SOTE 1. sz. Anatómiai Intézet, Klinikák 2007-2009 január - anatómiai rajzok festése orvostanhallgatók oktatására
- Debreceni Orvostudományi és Egészségügyi Centrum, Anatómiai és Fejlődéstani Intézet- 2010: dr. Skutta András viaszpreparátumok, moulagok restaurálása, festése
- Debreceni Református Egyházközség Immánuel Gyerekotthon - 2010: 74 halmozottan sérült gyerek fejlesztése, finom-motorika fejlesztése, kerámia és képzőművészet oktatása.

## Külső hivatkozások
- Farkas Balázs weboldala